# Bégalankás
Bégalankás, 1911-ig Lunkány (románul: Luncanii de Jos) falu Romániában, a Bánátban, Temes megyében.

## Fekvése
A Ruszka-havasban, a Béga forrásvidékén, Lugostól 60 km-re keletre fekszik.

## Története
A középkorban mai határának területén feküdt az 1365-ben adatolt Padushaussa falu. 1617-ben Lunka, 1690–1700-ban Lonkagnj néven találjuk.
Vasérclelőhelye közelében, a mai Felsőbégalankáson 1734-ben adták át az első vaskohót. A kohó mellé csehországi munkások települtek be. 1736-ban a Reissenbüchler testvérek vették bérbe. 1738-ban elpusztult. Az 1740-es években újraépült, de már 1749-ben megszüntették, felszerelését pedig Németbogsánba szállították. 1826-ban rezet is bányásztak határában. 1848 után a brassói Hofmann testvérek és Maderspach Károly vállalkozása vásárolta meg, akik újjáélesztették a vaskohászatot. 1860-tól a Kronstädter Bergbau- und Hütten Actienverein birtoka volt. A vaskohászat 1881-ben megszűnt, de a Stefánia-bányában, a Károlyi-aknában és néhány kisebb bányában 1886-ban is folyt a vasbányászat. A 20. században ezenkívül márványt is fejtettek benne, amellyel a tamásdi üveggyár kvarchomokját őrölték. Krassó 1880-tól Krassó-Szörény vármegyéhez tartozott. Később 1950-ig községközpontot alkotott.
1848 előtt és az 1850-es években hidegvíz-gyógyintézete is volt.

## Népessége
- 1910-ben 619 lakosából 575 volt román, 22 magyar és 20 német anyanyelvű; 576 ortodox és 38 római katolikus vallású.
- 2002-ben 409 lakosából 405 volt román nemzetiségű; 379 ortodox, 14 pünkösdi, 7 római katolikus és 5 adventista vallású.
- Ugyanakkor Felsőbégalankás 38 román nemzetiségű lakosából 35 volt ortodox és 3 pünkösdi vallású.

## Nevezetességei
- A Bega forrása a Ruszkicai-hágó alatt. Az első világháború előtt „Bégafő” felirat jelölte.
- A Peștera din Cioaca Birtului barlang Felsőbégalankástől északkeletre, 26 méterrel az út felett, erdős, szakadékos hegyoldalban nyílik.
- A Valea lui Liman turistaközpont Felsőbégalankás és az Üveggyári telep között (motel, turistaház, étterem, kemping, villák, kerékpárbérlés).
- Felsőbégalankáson 2001 óta ortodox kolostor működik.